# Рыбянцево
Рыбянцево (укр. Риб'янцеве) — село, относится к Новопсковскому району Луганской области Украины.
Рыбянцево — село, центр сельского совета, расположено на реке Айдаре, в 10 км от районного центра, в 30 км от железнодорожной станции Старобельск. Дворов — 389, населения — 1204 человека[когда?]. Сельсовету подчинено село Писаревка.
Население по переписи 2001 года составляло 1306 человек. Почтовый индекс — 92350. Телефонный код — 06463. Занимает площадь 8,19 км². Код КОАТУУ — 4423386601.

## История
Хутор Рыбянцево известен с 1806 года, в 1906 году он получил статус села.
Храм Великомученика Георгия Победоносца построен около 1907 г. , по проекту  архитектора Владимира Немкина.
Близ села на реке Айдар есть плотина и водохранилище.

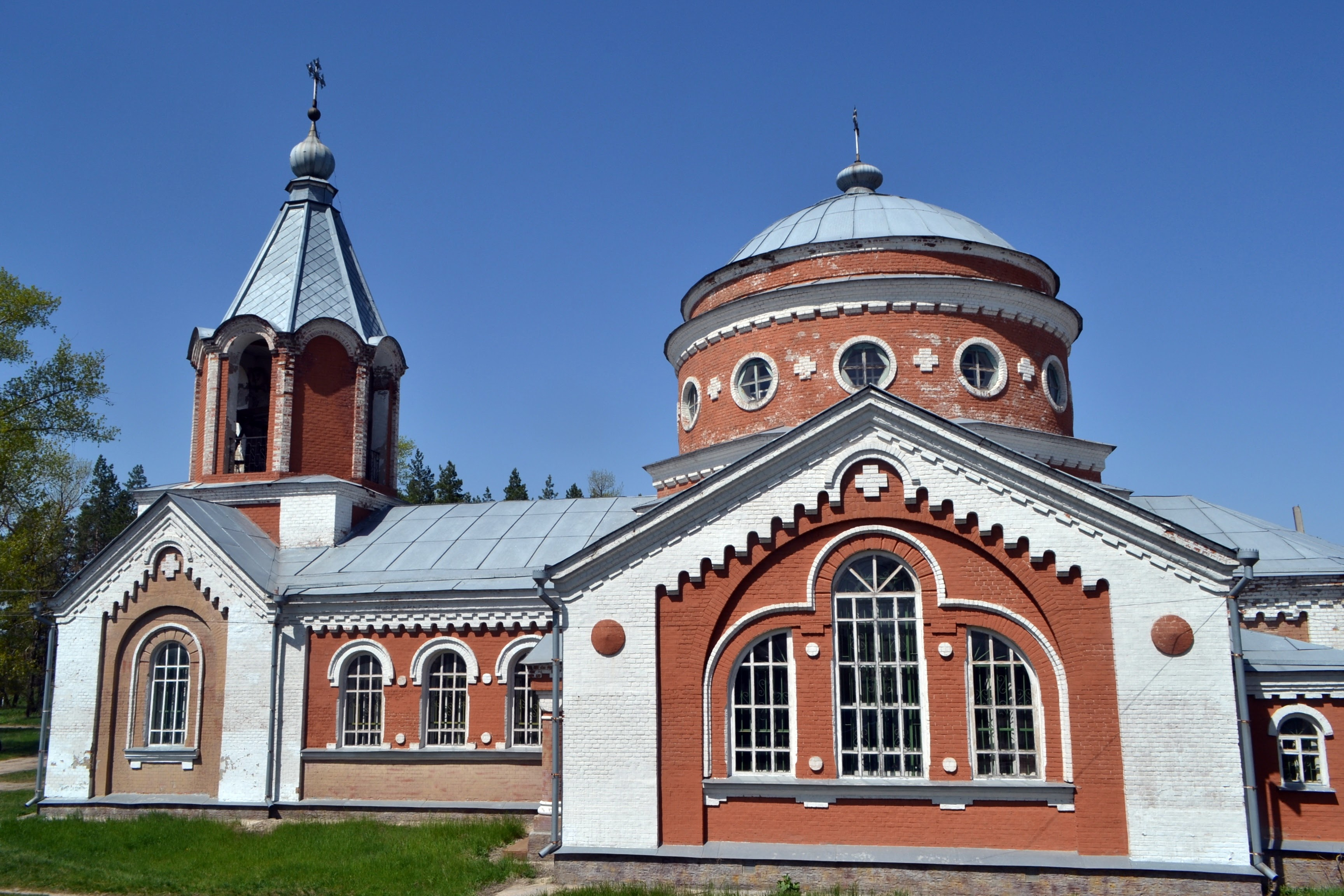
Свято-Георгиевский храм
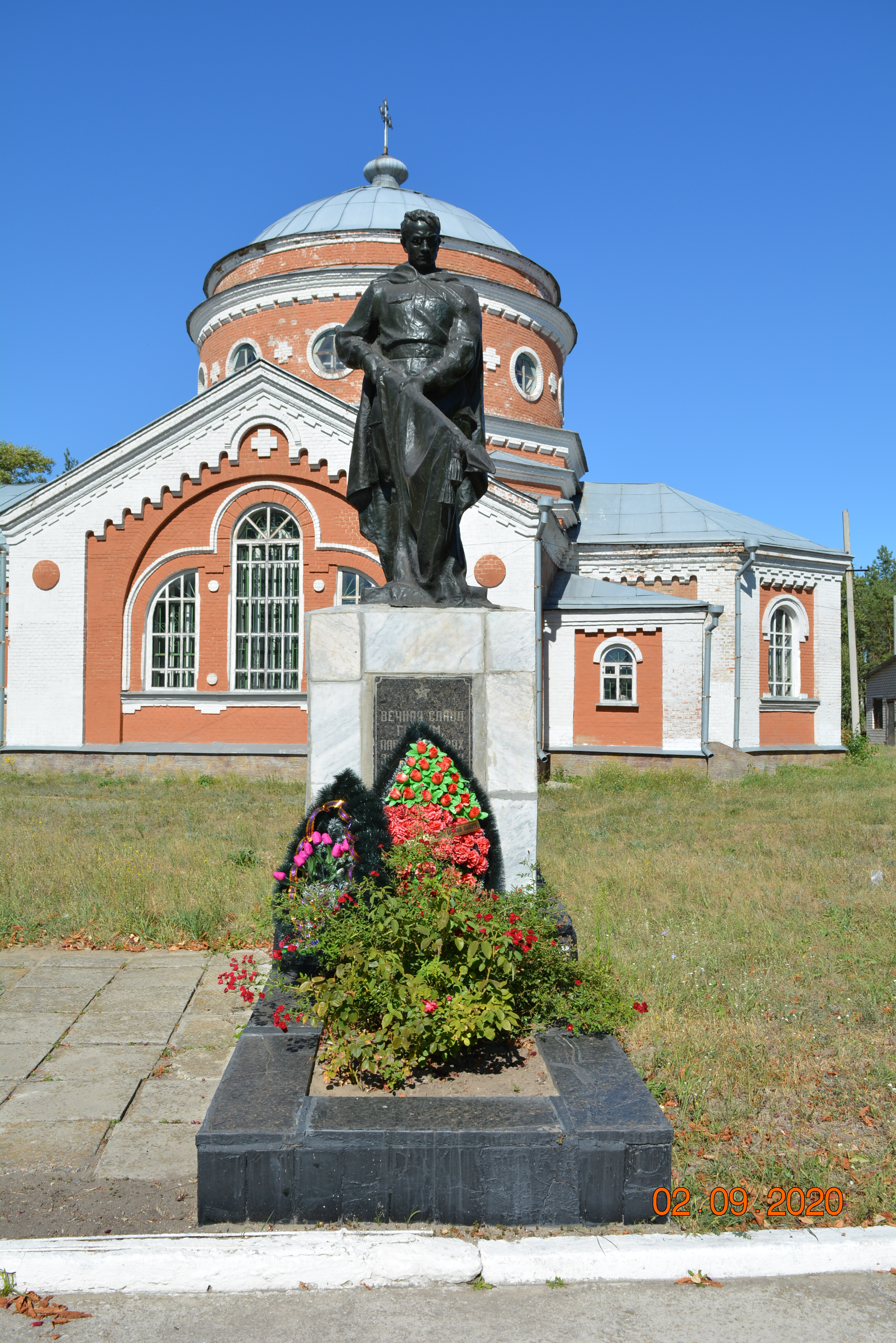
Памятник советским воинам, погибшим в Великой Отечественной войне 1941-45 гг.
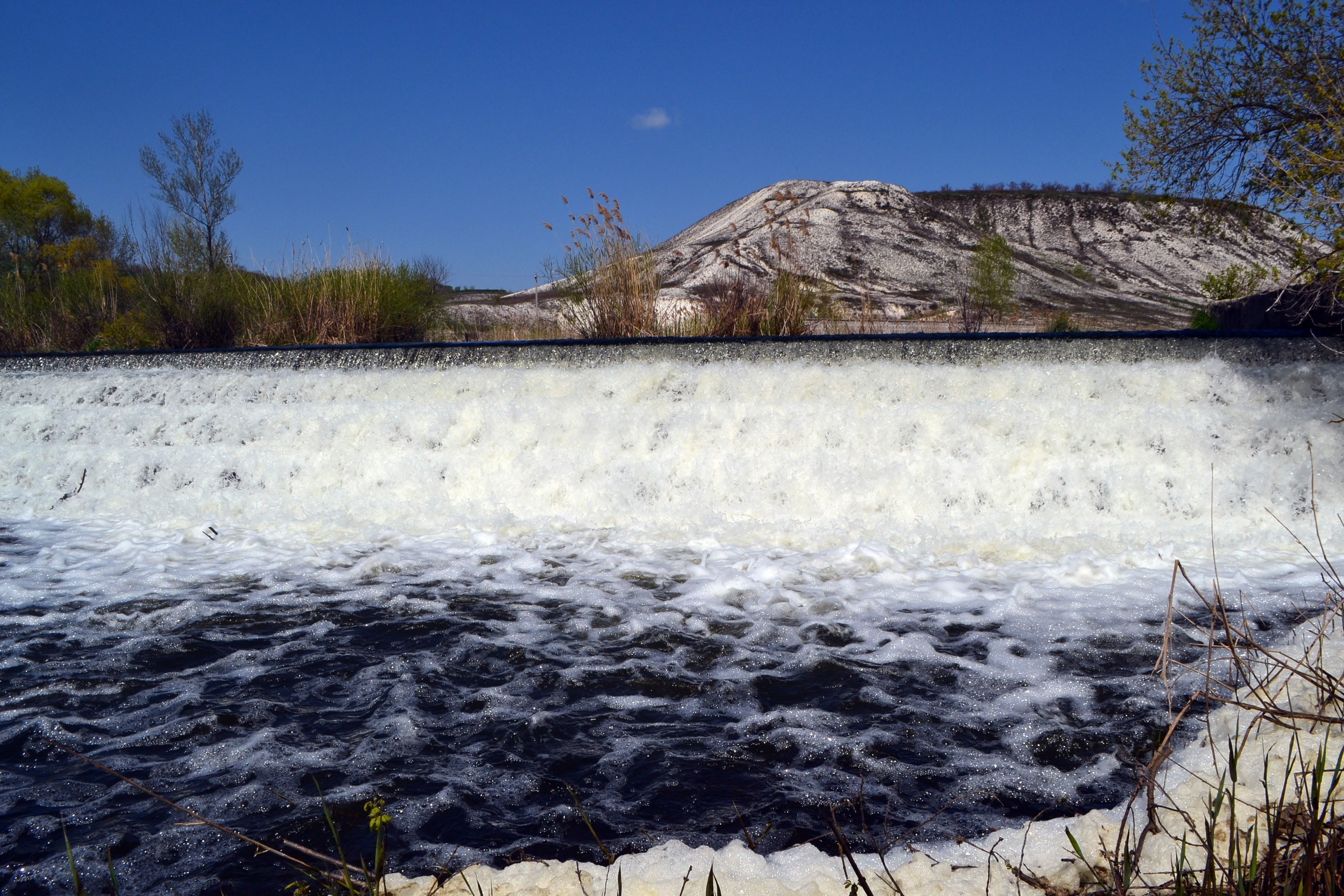
Плотина на реке Айдар
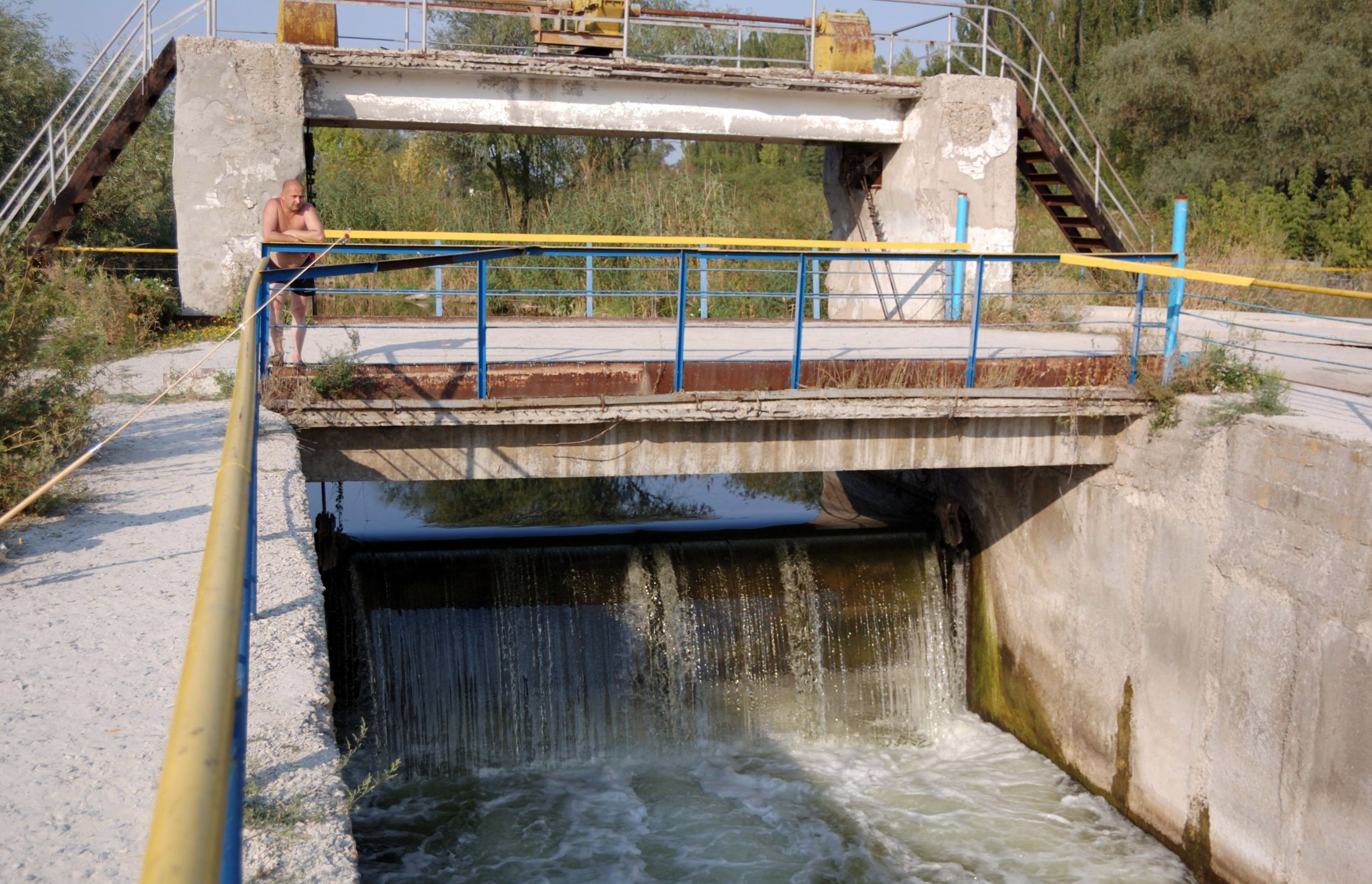
Шлюз,2008

## Местный совет
92350, Луганская обл., Новопсковский р-н, с. Рыбянцево, ул. Ленина, 17.